# Zollfreistraße
Zollfreistraßen, in einigen Regionen auch Zollstraßen genannt (nicht zu verwechseln mit Zollstraßen, die zur Ein- und Ausfuhr zoll- und kontrollpflichtiger Waren genutzt werden müssen), sind ein Mittel, um den Straßenverkehr in Grenzregionen ohne Zollkontrolle abzuwickeln. Diese Straßen verbinden häufig zwei durch fremdes Staatsgebiet getrennte Orte eines Staates. Die Straßen sind gewöhnlich eingezäunt und werden auf der Basis spezieller Abkommen durch die beteiligten Staaten überwacht.

## Beispiele

### Flughafen Basel-Mülhausen

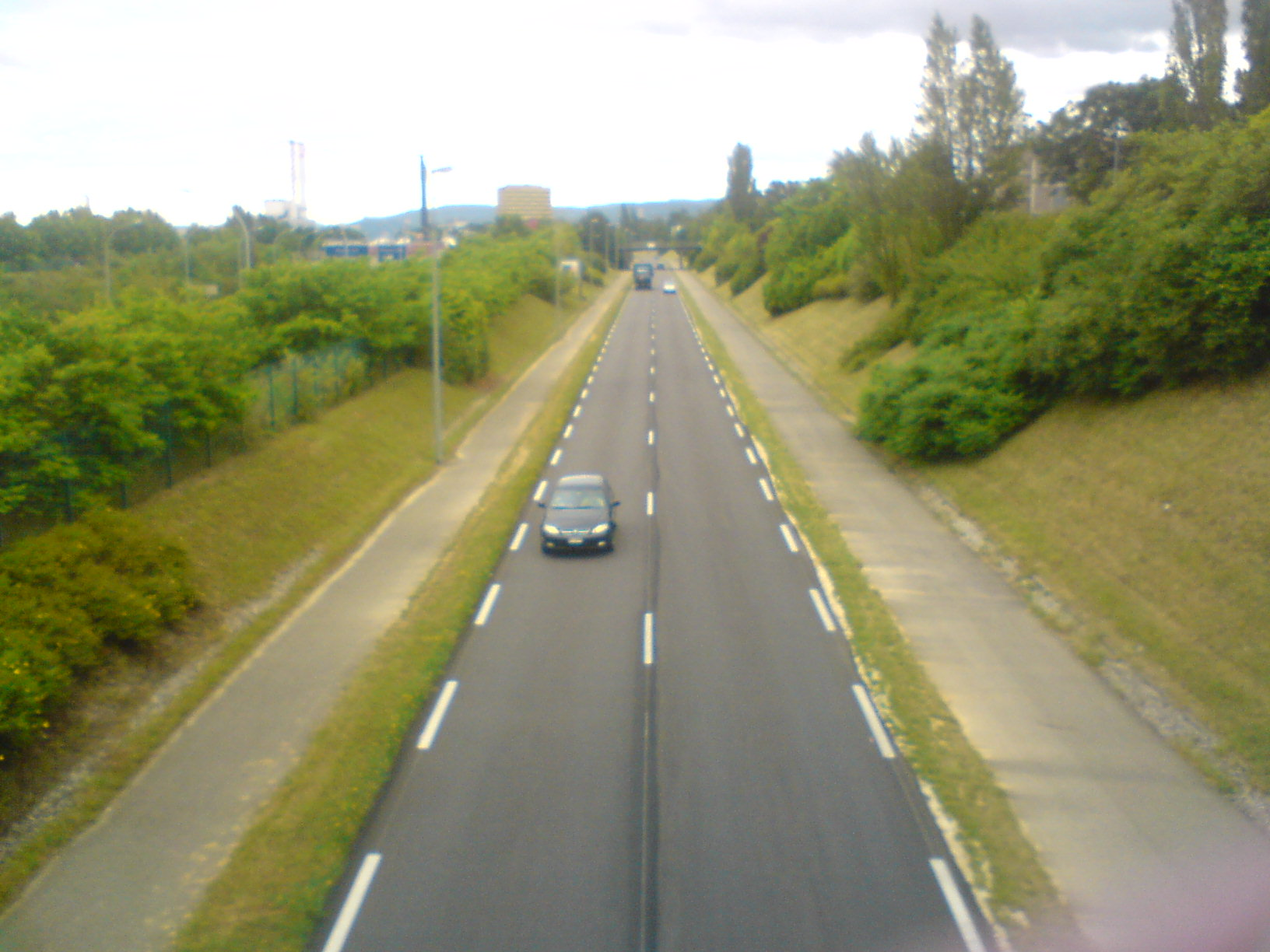
Zollfreistraße zum Flughafen Basel-Mülhausen

Der Flughafen Basel-Mülhausen, der auf französischem Staatsgebiet liegt, ist mit Basel in der Schweiz durch eine eingezäunte Zollfreistraße (Route Douanière) verbunden. Der Flughafen, ein Gemeinschaftsprojekt von Frankreich und der Schweiz, ist der drittgrößte Schweizer Flughafen. Die Straße wird auch vom Flughafenbus (BVB Linie 50) benutzt, der den Bahnhof Basel SBB mit dem Flughafen verbindet.

### Flughafen Genf
Das Terminal 1 des Flughafens Genf ist über eine Zollfreistraße mit Frankreich verbunden. Sie ermöglicht es, Güter zu spedieren, ohne die Zollkontrollen passieren zu müssen. Dabei bleiben sie ausschließlich den französischen bzw. EU-Verfahren unterstellt.

### Weil am Rhein – Lörrach
Seit dem 19. Jahrhundert waren die deutschen Nachbargemeinden Weil am Rhein und Lörrach an einer dem Fluss Wiese entlang führenden Zollfreistraße über Gebiet des Kantons Basel-Stadt der Gemeinde Riehen interessiert. Das Projekt wurde 1977 in einem Staatsvertrag zwischen der Schweiz und Deutschland geregelt. Er ist seither mehrmals abgeändert worden, blieb aber wegen einer möglichen Beeinträchtigung des letzten auenähnlichen Flussabschnittes und schwieriger tektonischer Verhältnisse am Bergteil Schlipf des Tüllinger Hügels umstritten. In Folge mehrjährigen Widerstandes und Bürgerprotesten hatte sich die Fertigstellung mehrmals verzögert. So wurde die deutsche Zollfreistraße über Schweizer Staatsgebiet erst ab 2006 gebaut und am 4. Oktober 2013 – zunächst provisorisch – für den Verkehr freigegeben.

### Israelische Zollfreistraße auf palästinensischem Gebiet
Zwischen Israel und den israelisch besetzten Gebieten im Westjordanland wurden in den 1990er Jahren unter Ministerpräsident Benjamin Netanjahu Straßen angelegt, die israelischen Autos vorbehalten waren und als Zollfreistraßen angesehen werden konnten. Inzwischen sind nahezu alle Straßen im Westjordanland für palästinensische Fahrzeuge freigegeben. Ebenfalls wurde eine Straße zwischen dem Gazastreifen und dem palästinensischen Westjordanland durch israelisches Gebiet nur für Palästinenser angelegt. Extremistische palästinensische Heckenschützen beschießen oft israelische Autos, sodass die israelischen exterritorialen Straßen von der israelischen Armee geschützt werden müssen. Auf der anderen Seite sperrt die Armee nach terroristischen Anschlägen regelmäßig die Durchgangsstraße zwischen dem Gazastreifen und dem Westjordanland.

### Afghanische Zollfreistraße auf pakistanischem Gebiet
In Planung ist eine Zollfreistraße von der pakistanischen Küste nach Afghanistan, um dort und in den umliegenden zentralasiatischen Ländern Tadschikistan, Usbekistan und Turkmenistan die Wirtschaft zu stärken.

### Seezugang für Bolivien durch chilenisches Gebiet
Da Bolivien nach dem Salpeterkrieg den Zugang zum Meer verloren hatte, gewährt Chile den zollfreien Transport zum Hafen von Arica.